# 黒色すみれ
黒色すみれ（こくしょくすみれ、Kokusyoku Sumire）は、日本の音楽ユニット。ボーカル・ピアノ・アコーディオン担当のゆか、ヴァイオリン担当のさちの2人による女性デュオである。2004年デビュー。
クラシック音楽やシャンソン、歌謡曲をベースに、大正ロマンの雰囲気を漂わせたレトロでノスタルジックな曲調を持ち味とした「ネオクラシックユニット」と銘打ち、メンバーは2人とも「永遠の14歳」を自称している。

## メンバー
- ゆか
  - 本名：佐藤由佳（さとう ゆか）[2]
  - ボーカル・アコーディオン・ピアノ担当[1]
  - 7月23日生[要出典]、千葉県出身[要出典]
  - フェリス女学院大学音楽学部[2]卒業[要出典]
  - 愛称：ゆかちん
  - 大学時代の恩師である関定子の門下で声楽の活動も行う[2]。
  - ソロ企画ライブ「こでまりch.（こでまりちゃんねる）」を月1度のペースで開催。

- さち
  - ヴァイオリン担当[1]
  - ヴァイオリンの他、コーラス、トイピアノ、金管楽器（トランペット、トロンボーン）も担当。[要出典]
  - 4月27日生[要出典]、静岡県浜松市出身[要出典]
  - 国立音楽大学器楽学部[要出典]卒業[要出典]
  - 愛称：さちどん
  - Caccinicaのメンバーとしても活動。

## 経歴
ゆかとさちは新宿・歌舞伎町にあった名曲喫茶「新宿スカラ座」で出会う。2004年、渋谷のシャンソンバー「青い部屋」でのイベント出演をきっかけに、東京都内での演奏活動を開始する。そのイベントをたまたま観に来ていた音楽プロデューサー・上野義美の目に留まりスカウトされる。ホッピー神山のプロデュースで、同年9月22日にアルバム『ぜんまい少女箱人形』でデビュー。このファーストアルバムではZELDAの「私の楽団（オーケストラ）」（1983年のアルバム『CARNAVAL』収録曲）をカバーしている。
クラシックやシャンソン、日本歌曲や大正ロマンを基調とした音楽を展開し「ロリータ・クラシック・ユニット」と銘打っている。当初はゴシック・アンド・ロリータ（ゴスロリ）系アーティストとして扱われることもあったが、キャリアを重ねるとともにその枠に留まらない音楽性やファッションセンスの幅を広げ、オルタナティヴ・ミュージックや「ネオクラシックユニット」として紹介されることもある。
2007年よりフランスを始めとするEU諸国で海外ツアーを開始、2008年にはアメリカでもライブツアーを行った。
2009年のライブにおいてはフランス版FUJI ROCK FESTIVALとして名高い "Le PRINTEMPS de BOURGES" のメインステージに出演。1万人の観衆を前に、フランスで著名な歌手BENABARの前座を務めた。BENABARのステージでもサプライズゲストで出演。この様子は『ル・モンド』紙や地元の新聞『Le Berry』などの数のメディアにも取り上げられた。

## ディスコグラフィー
|      | 発売日                               | タイトル                         | 規格品番                              | 収録曲 | 備考                                                                                     |
| ---- | ------------------------------------ | -------------------------------- | ------------------------------------- | --- | ---------------------------------------------------------------------------------------- |
| 1st  | 2004年9月22日                        | ぜんまい少女箱人形               | UYCC-10001                            | CD 1. 私の楽団（オーケストラ） 2. ル・ポワゾン 3. 霧と話した 4. サーカスの馬 DVD 1. 私の楽団（オーケストラ） 2. サーカスの馬 | クリムゾンサーカス                                                                       |
| 2nd  | 2006年1月25日 2007年3月14日 [新装版] | アンデルメルヘン歌曲集           | DDCZ-1225 KSS-001: [新装版]           | 1. アンデルメルヘン行進曲 2. 純潔は赤 3. 若きグレーテルの悩み 4. 百年の時を越えて 5. ともだちポルカ 6. 灯しび 7. 悲劇のマリオネット 8. 永久に麗しく,すみれの花よ 9. おしまいのうた 10. カノン 11. 世界一幸福な花嫁（新装版のみのBonus Track） 12. Lascia Ch'io Pianga（新装版のみBonus Track） | セイレーン Kokusyoku Sumire                                                              |
| 3rd  | 2007年8月1日                         | 天氣輪組曲-Tenki Rin Kumi-Kyoku- | KSS-002:初回生産限定盤 KSS-003:通常盤 | 1. 宵待草 2. 恋は野の鳥 3. ディゲルナライア 4. あおすみれ 5. お姉ちゃまと一緒 6. さくら貝の記憶 7. ゆけ！少年十字軍！ 8. お医者さんごっこ 9. 夢見る少女人形 10. チェック・メイト 11. 月光恋歌 12. すずむしの唄 13. 真珠の涙 | Kokusyoku Sumire                                                                         |
|      | 2007年11月23日                       | 軌道の鉱夫と双子の星             | IQRC-1965                             | 1. A GRATEFUL CHAOS/素晴らしき混沌(カオス)（新曲） 2. 純血は赤（アンデルメルヘン歌曲集より） 3. ともだちポルカ（アンデルメルヘン歌曲集より） 4. 永久に麗しく、すみれの花よ（アンデルメルヘン歌曲集より） 5. おしまいのうた （アンデルメルヘン歌曲集より） 6. お姉ちゃまと一緒（天氣輪組曲より） 7. ゆけ!少年十字軍!（天氣輪組曲より） 8. 真珠の涙（天氣輪組曲より） 9. 花千代女（新曲） 10. ジョゼット（新曲） | IRQ inc. 既存の楽曲と新曲を元P-MODELのことぶき光がテクノアレンジしたリミックスアルバム。 |
| DVD  | 2008年05月01日                       | 天氣輪サーカス                   | KSS-004                               | 1. 純潔は赤 2. 恋は野の鳥 3. 宵待草 4. 灯しび 5. ともだちポルカ 6. お医者さんごっこ 7. ゆけ!少年十字軍 8. 夢見る少女人形 9. 月光恋歌 10. すずむしの唄 11. 永久に麗しく、すみれの花よ 12. おしまいのうた | Kokusyoku Sumire ライブ映像をまとめたDVD                                                 |
| 4th  | 2009年5月20日                        | Gothlolic-ゴスロリック-          | KSS-005                               | 1. ゼリー状のたてがみのためのレクイエム 2. 赤い靴シンドローム 3. Chant des f?es des For?ts〜森の精のお話〜 4. 赤りんご毒りんご 5. 乙女讃歌 6. Chant des f?es des ?toiles〜星の精のお話〜 7. キラキラ星夜想曲 8. 3時のシャンテリック行進曲 9. ゆけ!少年十字軍!〜大航海編〜 10. 月の光に〜Au Clair de la Lune〜(French Traditional song/translation by Francois & Akiko amoretti) 11. 午睡 12. あの子のうちに 〜金田アツ子「あの子んち」より〜 13. 幸福な王女さま 14. Chant des f?es de l'Onde〜海の精のお話〜 15. サンゴと潮 16. 月を持つ夜猫のためのレクイエム | Kokusyoku Sumire                                                                         |
| 5th  | 2010年5月19日                        | ALICE IN THE UNDERGROUND         | KSS-006                               | 1. ALICE IN THE UNDERGROUND 2. Red or White 3. Who are you? 4. 時計うさぎ(A Clockwork Rabbit) 5. キャプテン・ドードーの旅(Captain Dodo's Voyage) 6. ハンプティ・ダンプティのお話(Storytalling by Humpty Dumpty) 7. イタイノトンデケ(Itai no Tondeke) 8. 猫とコウモリ(Cat and Bat) 9. 秘密のお茶会(The Secret Tea Party) 10. EAT ME! 11. A Grateful Chaos 12. 白の女王(White Queen) 13. 大人になったアリス(Grown-up Alice) | Kokusyoku Sumire                                                                         |
| 6th  | 2012年2月29日                        | すみれ詩手帖                     | KSS-007                               | 1. 道化もの 2. とんかじょんの春 3. 花千代女 4. 可哀想なすみれ 5. 氣まぐれ 6. 荒城の月 7. アラビアンナイト物語 8. 薄情な牡丹 9. ムスカリプリムラストレリチア 10. 水ヒアシンス 11. わたしは魔女 12. 開運の女神 13. たんぽぽ 14. 私のお父さん | Kokusyoku Sumire                                                                         |
| 7th  | 2014年11月26日                       | Cosmopolitan                     | BZCD-084                              | 1. 劇場 2. Salon des Bourjois 3. 上海夢幻唱歌 4. 桜-O- 5. 葬列 6. チューリップ狂 7. アルテミスの憂うつ 8. リリーの柩 9. すみれ十字軍歌 10. 夢のアカプルコ 11. 名もなき彗星 12. Cosmosong 13. エデンの十字架 14. ラピスラズリ | Buzzic オリコン最高185位 デビュー10周年記念アルバム                                      |
| DVD  | 2015年10月22日                       | Cosmopolitan FINAL               |                                       | 1. 劇場 2. 上海夢幻唱歌 3. 桜-O- 4. 真珠の涙 5. アルテミスの憂うつ 6. チューリップ狂 7. ~キャプテン・ドラゴン登場~ 8. すみれ十字軍歌 9. 夢のアカプルコ 10. Salon des Bourgeois 11. リリーの柩 12. Cosmosong~Puppet Show~ 13. 名もなき彗星 14. 葬列 15. エデンの十字架 16. ラピスラズリ 17. サーカスの馬 18. 片羽の天使のパバーヌ 19. たんぽぽ 20. 永久に麗しく、すみれの花よ 21. カノン |                                                                                          |
| 8th  | 2017年７月26日                       | 拾肆-14-                         | BZCD－121                             | 1. 「拾肆」のテーマ 2. 黒ネコのタンゴ 3. すみれの花の咲く頃 4. 乙女椿の曲がり角 5. 夢見るシャンソン人形 6. Ave Maria 7. コングラチュレイションズ! 8. アメジスト 9. Kurion-jyane? 10. ダイジョブ! ダイジョブ! 11. 六畳半ラプンツェル 12. わたしを導く一つの星 13. 月還りのパバーヌ 14. NAOMI | Buzzic                                                                                   |
| 9th  | 2018年7月4日                         | ふたりのすみれ                   | KSS-008                               | 1. 迷宮～ラビリンス～ 2. 追憶のカーニバル 3. 黒猫は夜歩く 4. すきになったら 5. 在りし日の白昼夢のように 6. ツチグリの森 7. ふたりのすみれ | Kokusyoku Sumire                                                                         |
|      | 2022年2月11日                        | 乙女地獄（コラボレーションCD）   |                                       | 1. アデュー・ジャポネーズ 2. NAOMI 3. ホルガローテン Hårgalåten 4. レベッカ Rebeka 5. 乙女たちの優雅なおしゃべり 6. 乙女讃歌 7. 全身の骨が折れるワルツ |                                                                                          |
| 10th | 2022年7月6日                         | OCCULT                           |                                       | 1. .Gates of OCCULT 2. .あいうえ鬼ごっこ 3. シュガシュガシュプディ 4. 約束のアマリリス 5. ドッペルゲンガー 6. 星めぐりの歌 7. わたしのテラリウム 8. Rise from OCCULT 9. わたしのテラリウム（「void tRrLM();//ボイドテラリウム」エンディングver.） |                                                                                          |
| 11th | 2023年7月21日                        | ぜんまい少女箱サーカス           |                                       | 1. 見世物小屋の前座少年 2. プロパガンダワルツ 3. 七つの扉 4. リリスのうた 5. 双子の仔象 6. サーカスの死 7. 支配人のお話し 8. 人魚の恋 9. ぜんまいサーカス行進曲 |                                                                                          |

## 関連作品
1. 映画『斜陽』 音楽担当
  - サウンドトラック『片羽の天使のパバーヌ』2009年5月9日発売
2. OVA『Vassalord.』音楽担当（コミックス「Vassalord.」第7巻付属DVD）2013年3月15日発売
3. CD「しろたんマーチ」（『しろたん』キャラクターソング）2013年8月8日発売
4. CD　BUCK-TICK Single「形而上　流星」カップリング「VICTIMS OF LOVE with 黒色すみれ」2014年5月14日発売
5. 映画『花宵道中』エンディングテーマ 『ラピスラズリ』を担当
6. Live Blu-ray&DVD　BUCK-TICK「或いはアナーキー-FINAL-」＊3曲参加 2015年2月25日発売
7. CD　水曜どうでしょう「DODESYO CARAVAN」コラボCD「どううた」
8. PS4/Switch用ソフト『void tRrLM(); //ボイド・テラリウム』テーマ曲「わたしのテラリウム」

## 出演
- 2008年09月17日・2009年08月01日・15日 - NHK「東京カワイイ★TV」
- 2009年11月21日 - テレビ東京系「出没!アド街ック天国」
- 2010年01月15日 - テレビ東京系「世界を変える100人の日本人! JAPAN☆ALLSTARS」
- 2012年12月05日 - フジテレビ系「FNS歌謡祭」
- 2013年12月14日 - フジテレビ系「MUSIC FAIR」
- 2016年07月〜11月 - FM YOKOHAMA「サロン・ド・ブルジョワ」
- 公式HP内ウェブラジオ「すすめ！ぼくら！すみれ十字軍ラジオ！」（不定期更新）

## 主なライブ
- 2007年02月01日 - 東京流れ者会vol.14「表参道で逢いませう」
- 2013年06月22日 - YATSUI FESTIVAL! 2013
- 2014年04月26日 - 富士の麓音楽祭
- 2014年11月23日・12月07日 - 黒色すみれNewアルバム「Cosmopolitan」発売記念演奏会
- 2015年01月20日 - 新春シャンソンショウ2015

## 関連人物
- 2004年に発売されたデビューCD『ぜんまい少女箱人形』は、元PINKのホッピー神山がプロデュース。
- 2007年に発売されたCD『軌道の鉱夫と双子の星』では、元P-MODELのことぶき光が黒色すみれの楽曲をテクノサウンドにリミックス。発売記念ライブではサポートもしている。
- 2012年に発売されたCD『すみれ詩手帖』に収録されている楽曲「たんぽぽ」（作詞/北原白秋、作曲/ゆか）では斎藤ネコが編曲を手がけている。斎藤ネコストリングスカルテットのライブにも度々出演している。
- 黒色すみれがレギュラー出演している劇団Project Nyxの舞台を観劇したBUCK-TICKの今井寿が2人の演奏にインスピレーションを得て、劇団で美術を担当している宇野亜喜良が仲立ちとなり交友関係がスタート。その後BUCK-TICKのレコーディングに招かれ、黒色すみれを一大フィーチャリングしたヴァージョンとしてセルフカヴァー曲「VICTIMS OF LOVE with 黒色すみれ」がリリースされた。2014年9月にはBUCK-TICKのTOUR「或いはアナーキー」にゲストとして大阪、名古屋、東京NHKホールに出演。2014年11月26日にリリースされた黒色すみれの10周年記念アルバム『Cosmopolitan』には「お返し」として、今井寿がギターと歌で２曲参加している。
- 2006年より新宿ゴールデン街にて『すみれの天窓』という喫茶店を経営していた。2013年1月10日をもって閉店。「黒色すみれのお部屋」をイメージした店内は、黒い壁・ビロードの赤いカーテン・ゴージャスなシャンデリアでゴシック調に統一されていた。映画監督のティム・バートンは黒色すみれのファンであり、来日の度に『すみれの天窓』に来店し、プライベートパーティの会場になっていた。店内の壁にはティム・バートンのサインが描かれており、他にもティム・バートンが描いたという黒色すみれの似顔絵が展示されていた。
- 2009年より、黒色すみれをデビュー当時から気に入っていたイラストレーターの宇野亞喜良の引き合いで、氏が舞台美術・衣装デザインで関わっている舞台作品に出演。Project Nyx公演「星の王子さま」(2009年／2010年)、「伯爵令嬢小鷹狩掬子の七つの大罪」(2010年／2011年)、「くるみ割り人形・浅草版」「上海異人娼館」(ともに2012年)で、江戸糸あやつり人形座結城座公演「乱歩・白昼夢」(2009年～2011年)でそれぞれ音楽担当、出演している。
- メンバーのゆかは北海道テレビ放送（HTB）制作のバラエティ深夜番組、『水曜どうでしょう』の大ファン。映画監督の片岡翔の紹介で番組ディレクターの藤村忠寿と出会い、黒色すみれを気に入った氏が2013年9月6日から8日に開催された「水曜どうでしょう祭 UNITE2013」に「ミュージシャン藩士枠」として起用、『水曜どうでしょう』の企画からインスパイアされて作った新曲「語呂合わせのコニーデ」（試験に出るどうでしょう 石川県・富山県）・「菊練りしたい」（シェフ大泉 夏野菜スペシャル）を披露して「どうでしょう藩士」たちを大いに盛り上げた。